# سیارک ۱۸۱۰۰
سیارک ۱۸۱۰۰ (به انگلیسی: 18100 Lebreton، نامگذاری:2000LE28) هجده هزار و صدمین سیارک کشف شده‌است که در ۶ ژوئن ۲۰۰۰ کشف شد.
قدر مطلق سیارک برابر ۱۱.۷ است.